# Abraham Buchner
Abraham Szmul Buchner (ur. 1789 w Krakowie, zm. 1869 w Częstochowie) – nauczyciel w warszawskiej w Szkole Rabinów, był zwolennikiem żydowskiego ruchu oświeceniowego Haskala, który sprzeciwiał się konserwatywnemu chasydyzmowi.

## Życiorys
Buchner przyjechał do Warszawy jako prywatny nauczyciel języka niemieckiego, francuskiego i hebrajskiego i przy wsparciu księdza katolickiego Alojzego Ludwika Chiariniego znalazł zatrudnienie w Warszawskiej Szkole Rabinów. Wkrótce mimo sprzeciwu tradycyjnej burżuazji żydowskiej i Dozoru Bóżniczego, którzy sprzeciwiali się jego niekonwencjonalnemu podejściu do wiary został nauczycielem. Kiedy jego syn Józef został ochrzczony w 1842, Dozór Bóżniczy poprosił o jego rezygnację, ale władze tego nie zaakceptowały. Triumfujący Buchner w 1848 opublikował broszurę „Die Nichtigkeit des Talmud”. W odpowiedzi dyrektor Szkoły Warszawskiej Mojżesz Tenebaum opublikował w następnym roku: „Der Talmud und seine Wichtigkeit”. Rabin okręgu warszawskiego Chaim Dawidsohn wystosował pismo do władz oświatowych, w którym wskazał na szkodliwość działalności Abrahama Buchnera. W 1858 władze przyznały Dawidsohnowi rację i Buchner został zwolniony z zajmowanego stanowiska i przeprowadził się do Częstochowy.

## Publikacje
- Doresch Tob (Katechizm dla izraelskiej młodzieży, 1825);
- Ocar laschon ha-kodesch (Dictionary of the Hebrew Language, 1830);
- Jesode ha-dat (Podręcznik religii żydowskiej, 1836);
- More le-Cedaka (1837);
- Prawdziwy judaizm, czyli zbiór podstaw religijnych i moralnych Izraelitów, zaczerpnięty z klasycznych dzieł rabinów (1846);
- Kwiaty wschodnie: zbiór zasad wyjętych z Talmudu, (1848).